# Фирово

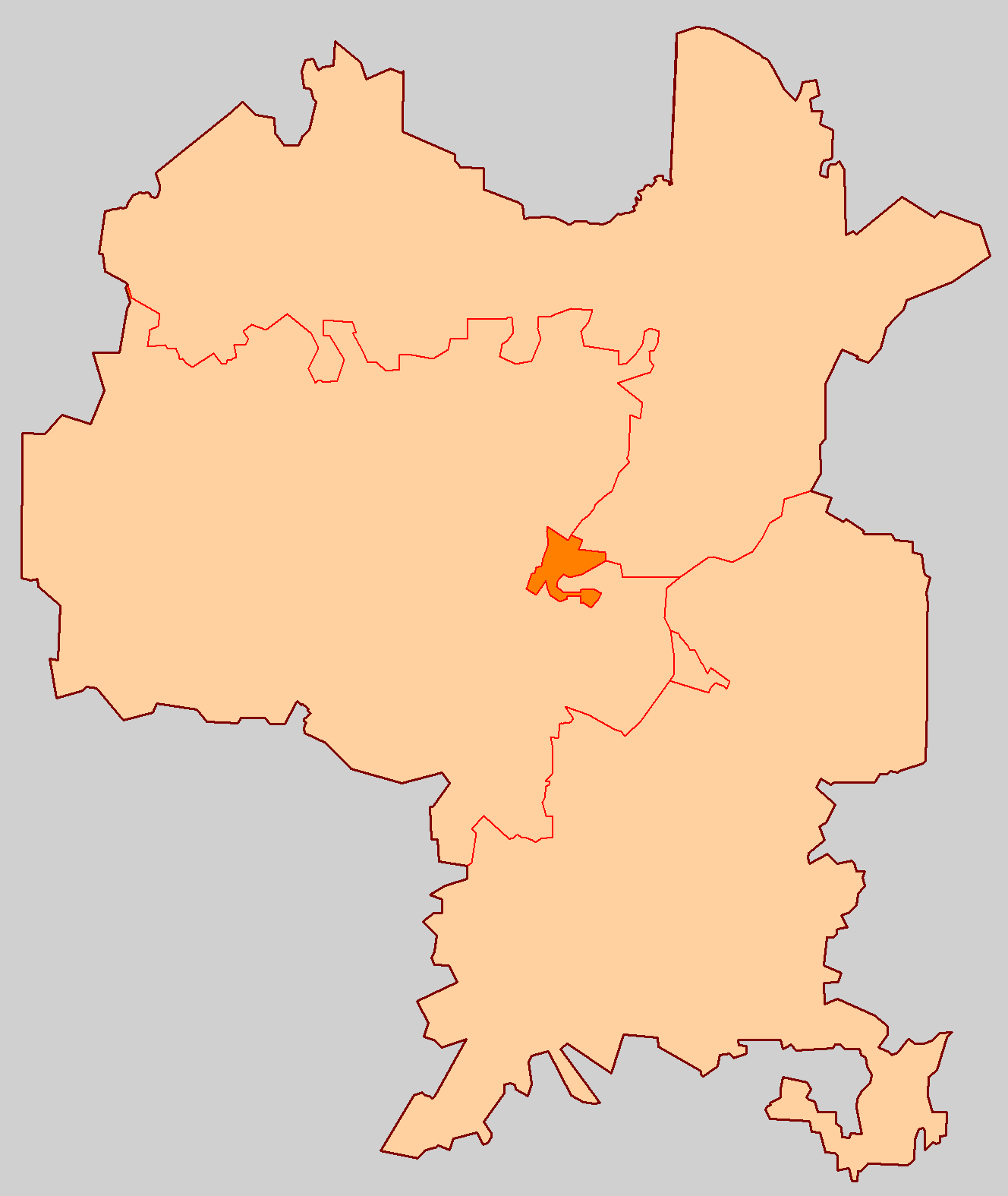
Фировское городское поселение на карте Фировского района

Фи́рово — посёлок городского типа в Тверской области России.
Административный центр Фировского района, в составе которого образует муниципальное образование Фировское городское поселение (площадью 18 км²) как единственный населённый пункт в его составе.  Кроме того, пгт является одновременно центром Фировского сельского поселения, не входя в его состав.
Расположен вблизи реки Граничная (приток реки Шлины), в 200 км к северо-западу от областного центра. Железнодорожная станция на линии Бологое — Соблаго.

## История
Основан в 1902 году как пристанционный посёлок в связи со строительством железной дороги.
Статус посёлка городского типа — с 1947 года.

## Население
| 1939  | 1959  | 1970  | 1979  | 1989  | 2002  | 2006  | 2009  | 2010  |
| ----- | ----- | ----- | ----- | ----- | ----- | ----- | ----- | ----- |
| 1564  | ↗3158 | ↗3244 | ↘2700 | ↗3070 | ↘2837 | ↘2700 | ↘2590 | ↘2433 |
| 2012  | 2013  | 2014  | 2015  | 2016  | 2017  | 2018  | 2019  | 2020  |
| ↘2361 | ↘2307 | ↘2237 | ↘2199 | ↘2133 | ↘2083 | ↘2030 | ↘1973 | ↘1905 |
| 2021  |       |       |       |       |       |       |       |       |
| ↗2010 |       |       |       |       |       |       |       |       |

## Экономика
В Фирово действуют ДРСУ, леспромхоз, лесхоз.

## Достопримечательности
Обелиск на могиле советских воинов (45 человек), умерших от ран в полевом госпитале в годы Великой Отечественной войны.
В районе — деревня Жабны, родина почитаемого православной церковью святого Нила Столобенского, основателя монастыря Нилова Пустынь; в деревне сохранились храм Николая Чудотворца и церковь Нила Столобенского.

## Топографические карты
- Лист карты O-36-XXII Валдай. Масштаб: 1 : 200 000. Состояние местности на 1983 год. Издание 1988 г.

## Телевидение и радио

### Телевидение
- 7 ТВК - был Первый канал (Селижарово, РТПС Козловцы)
- 10 ТВК - было Россия 1 / ГТРК Тверь (Селижарово, РТПС Козловцы)
- 21 ТВК - было РЕН ТВ / ТРК Фирово (Фирово, ул. Советская, 2)
- 25 ТВК - 1-й мультиплекс (РТРС-1) Телеканалы: Первый канал, Россия 1 / ГТРК Тверь, Матч ТВ, НТВ, Пятый Канал, Россия К, Россия 24 / ГТРК Тверь, Карусель, ОТР / Тверской проспект - Регион, ТВ Центр Радиоканалы: Радио России / ГТРК Тверь , Радио Маяк, Вести FМ (Сележарово, РТПС Козловцы)
- 27 ТВК - было Матч ТВ (Фирово, ул. Советская, 2)
- 38 ТВК - 1-й мультиплекс (РТРС-1) Телеканалы: Первый Канал, Россия 1 / ГТРК Тверь, Матч ТВ, НТВ, Пятый Канал, Россия К, Россия 24 / ГТРК Тверь, Карусель, ОТР / Тверской проспект - Регион, ТВ Центр Радиоканалы: Радио России / ГТРК Тверь, Радио Маяк, Вести FМ (Фирово, РТРС Рождество)
- 49 ТВК - 2-й мультиплекс (РТРС-2) Телеканалы: РЕН ТВ, Спас, СТС, Домашний, ТВ3, Пятница!, Звезда, МИР, ТНТ, МУЗ-ТВ (Селижарово, РТПС Козловцы)
- 52 ТВК - 2-й мультиплекс (РТРС-2) Телеканалы: РЕН ТВ, Спас, СТС, Домашний, ТВ3, Пятница!, Звезда, МИР, ТНТ, МУЗ ТВ (Фирово, РТРС Рождество)

### Радио
- 101,1 МГц - Радио МИР / ТРК Фирово (Фирово, ул. Советская, 2)

Также на радиостанции Радио Мир выходят собственные программы ТРК Фирово: районные новости и объявления. По будням в 12:00 и 19:00 программа по заявкам "Час для вас".